# 809 до н. е.

## Події
- Похід ассирійців на Мідію.
- Шарухі, цар Міліду (тепер Малатья у Туреччині).
- Фінт, легендарний цар Мессенії. Перша війна зі спартанцями.